# Portulaca pusilla
Portulaca pusilla är en portlakväxtart som beskrevs av Carl Sigismund Kunth. Portulaca pusilla ingår i släktet portlaker, och familjen portlakväxter. Inga underarter finns listade i Catalogue of Life.